# FF USV Jena
Der FF USV Jena (vollständiger Name: Frauenfußball Universitätssportverein Jena e. V.) war ein Frauenfußballverein aus Jena. Der Verein spaltete sich 2003 aus dem größten Sportverein Thüringens, dem USV Jena, ab. Die erste Mannschaft spielte von 2008 bis 2018 und in der Saison 2019/20 in der Bundesliga. 2010 erreichte der FF USV das DFB-Pokalfinale.
Nach der Saison 2019/20 wurden das Bundesligaspielrecht und alle Mannschaften an den FC Carl Zeiss Jena abgegeben.

## Geschichte
1991 wurde der USV Jena letzter ostdeutscher Frauenfußballmeister und stieg in die Bundesliga auf. Dort hatte man allerdings keine Chance und stieg sofort wieder ab. Erst nach der Jahrtausendwende ging es wieder nach oben. 2003 wurde man Meister der Regionalliga Nordost. In der Aufstiegsrunde scheiterte man jedoch. Das entscheidende Spiel verlor man zuhause gegen den Hamburger SV. Ein Jahr später qualifizierte man sich für die neu gegründete 2. Bundesliga. Dort wurde man in die Südgruppe eingeteilt und belegte auf Anhieb Platz drei. In der Folgesaison konnte man den dritten Platz bestätigen.
Im Jahr 2004 gründete man eigenen Verein und gliederte die Fußballerinnen aus. Aus dem USV wurde in Folge der FF USV (FF für Frauenfußball). Nach der Vizemeisterschaft 2007 folgte ein Jahr später als Meister die Rückkehr ins Oberhaus.

Den größten Erfolg nach dem Meistertitel von 1991 feierte der Club mit der Teilnahme am DFB-Pokalfinale 2010. Vor mehr als 26.000 Zuschauern in Köln unterlag man dem deutlich favorisierten FCR 2001 Duisburg, der mit sechs deutschen Nationalspielerinnen antrat, nur knapp mit 0:1. Nach der Saison trat die Cheftrainerin Heidi Vater zurück. Ihr Nachfolger wurde Thorsten Zaunmüller, der jedoch in der Saison 2010/11 schon nach wenigen Monaten wegen anhaltender Erfolglosigkeit beurlaubt wurde. Daraufhin wurde die Mannschaft zunächst interimistisch vom Torwarttrainer Daniel Kraus und dem erst kurz zuvor verpflichteten Assistenztrainer Michael Zahn übernommen. Da weder Kraus noch Zahn die erforderliche Trainerlizenz besaßen, übernahm der ehemalige DDR-Nationalspieler Konrad Weise Anfang 2011 den Trainerposten beim USV. Kraus und Zahn wurden seine Assistenten.

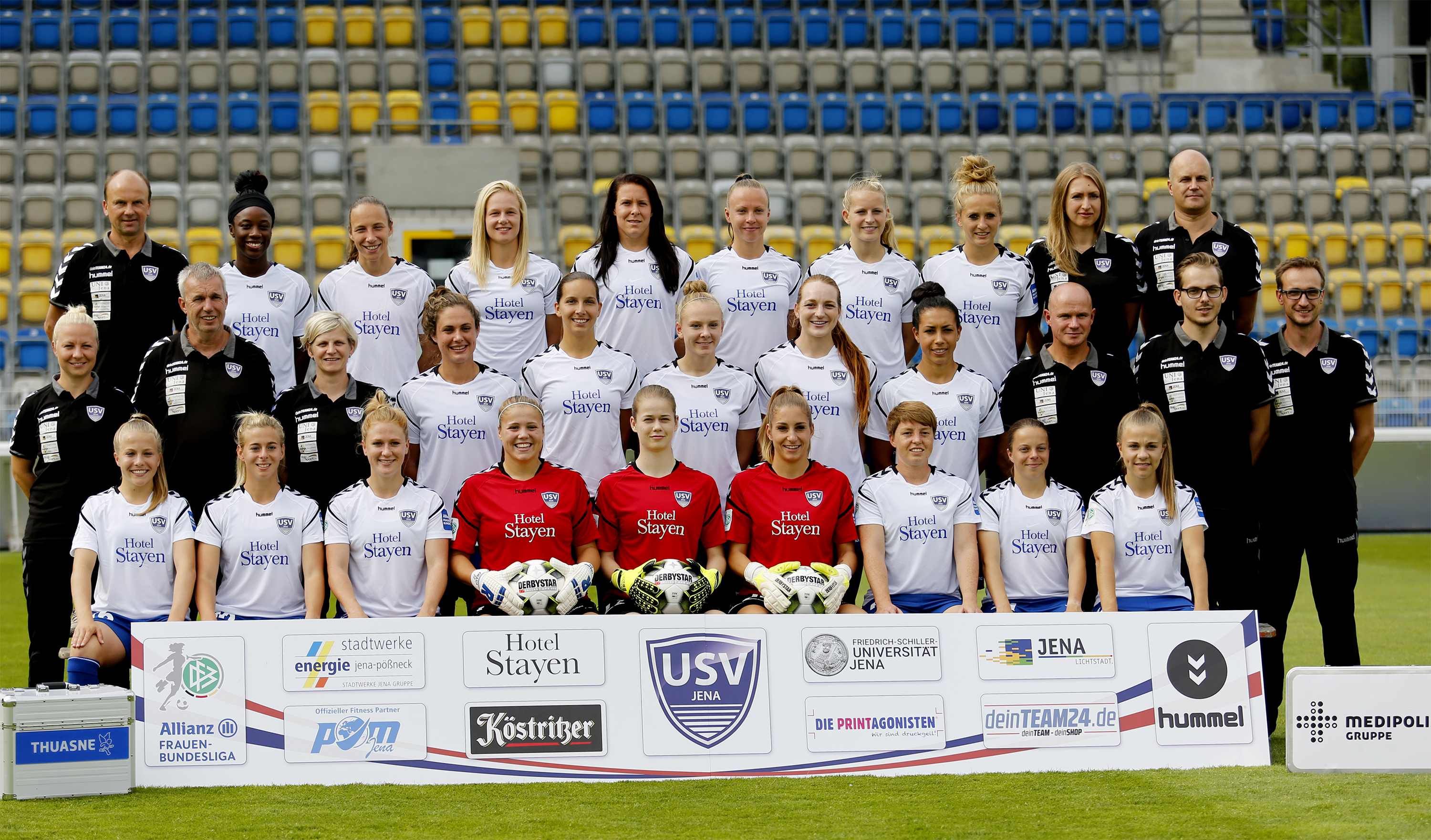
Mannschaftskader der Saison 2017/18

Da der DFB diese Konstellation nur bis zum Saisonende duldete und für die neue Spielzeit einen Vollzeit-Trainer mit A-Lizenz verlangte, wurde zur Saison 2011/12 die ehemalige Nationalspielerin Martina Voss-Tecklenburg als Trainerin verpflichtet. Nachdem Voss-Tecklenburg während der Saison eine Ausstiegsklausel im Vertrag nutzte, um Schweizer Nationaltrainerin zu werden, wurde im Februar 2012 der bisherige Assistenztrainer Daniel Kraus zum neuen Trainer ernannt und die ehemalige Fußballschiedsrichterin Anja Kunick übernahm die Geschäftsleitung.
Im Juli 2012 wurde der Verein vom Deutschen Olympischen Sportbund mit dem Grünen Band für seine Nachwuchsarbeit ausgezeichnet. Am 17. Juli 2012 trat der gesamte Vorstand, inklusive dem Vorstandsvorsitzendem und Präsidenten Ralf Schmidt-Röh, von seinen Ämtern zurück. Am 20. August 2012 wurde der Schauspieler und Leiter der Jenaer Kleinkunstbühne Arnd Vogel als neuer Präsident und Vorstandsvorsitzender gewählt. Am 9. November 2013 unterschrieb der Verein einen Kooperationsvertrag mit dem FFC Gera, welcher dem kostenlosen Austausch von Jenaer Reserve- und Perspektivspielerinnen erlaubt. Der FF USV will damit den jungen Spielerinnen fehlende Spielpraxis gewähren und sie langsam an das Bundesliga-Team heranführen. Seit Januar 2014 ist Kai-Uwe Hirsch der Geschäftsführer der Frauenfußballabteilung. Am Ende der Saison 2013/14 belegte der USV hinter den Spitzenmannschaften aus Wolfsburg, Frankfurt, Potsdam und München den fünften Platz und kam so zur bisher besten Saisonbilanz seiner Bundesligageschichte.
Ab dem Sommer 2014 kooperierte der FF USV Jena im Nachwuchsbereich des FC Carl Zeiss Jena und dem Nachwuchsleistungszentrum des Johann Christoph Friedrich GutsMuths Sportgymnasium Jena. Daneben wurde der Trainer Daniel Kraus in den Vorstand des FC Carl Zeiss Jena berufen, bei dem über eine Eingliederung des Frauenfußballvereines zum FC Carl Zeiss Jena gedacht wurde. Am 7. Dezember 2014 wurde der Verein vor den männlichen Basketballern des Science City Jena zur Mannschaft des Jahres der Stadt Jena gekürt. Am 16. März 2015 wurde in der Mitgliederversammlung Falk Buchmann als neuer Präsident gewählt, und Jens Roß übernahm kommissarisch das Amt des Geschäftsführers. Am 4. Mai 2015 lieh man sich bei dem belgischen Geschäftsmann Roland Duchâtelet 200.000 € und vereinbarte eine Zusammenarbeit im Nachwuchsbereich des Vereines. Die Saison schloss man im gesicherten Mittelfeld auf dem achten Platz ab. Nachdem man sich im Mai 2015 von der Co-Trainerin Katja Greulich getrennt hatte, folgte im Juni der bisherige Cheftrainer des 1. FC Union Berlin, Steffen Beck als Co-Trainer beim USV Jena. Nachdem im März 2016 Daniel Kraus seinen Wechsel als Cheftrainer zur SG Essen Schönebeck verkündete, verpflichtete der FF USV Christian Franz-Pohlmann als neuen Cheftrainer zur Saison 2016/2017 Allerdings trennte man sich Anfang November 2016 wieder von Franz-Pohlmann und Steffen Beck übernahm den Cheftrainer-Posten auf Interimsbasis. Mitte November 2016 wurde die ehemalige Jenaer Co-Trainerin Katja Greulich als neue Trainerin vorgestellt, die zuvor in Schweden bei Malmö FF arbeitete.
Nach zehnjähriger Zugehörigkeit zur höchsten deutschen Spielklasse schloss der FF USV Jena die Saison 2017/18 auf dem letzten Tabellenplatz ab und stieg somit aus der Bundesliga ab. Der Vertrag mit der Trainerin Katja Greulich wurde nach dem Abstieg nicht verlängert. Stattdessen wurde Steffen Beck zum Cheftrainer der ersten Mannschaft befördert, die in der Saison 2018/2019 in der eingleisigen 2. Bundesliga spielte.
Ende 2018 geriet man in finanzielle Not. Zum Saisonetat von 300.000 Euro fehlte laut Presse ein Drittel. Fans starteten eine Sammelaktion um die aktuelle Saison beenden zu können. Wenn der Wiederaufstieg verpasst würde, sei eine Insolvenz aber unvermeidbar. In diesem Fall würde erwogen das Spielrecht auf einen anderen Verein zu übertragen. Am Ende der Saison 2018/19 wurde der angestrebte Wiederaufstieg trotz eines 4. Tabellenplatzes erreicht, weil die beiden Erstplatzierten, die Zweitvertretungen der Bundesligisten Bayern München und VfL Wolfsburg, nicht aufstiegsberechtigt waren. Kurz nach dem Aufstieg gab man bekannt, dass Christopher Heck mit Start der Frauen-Bundesliga Saison 2019/20 das Team als Trainer übernimmt. Er folgte auf Steffen Beck, der die U-20 des VfL Wolfsburg übernahm.

### Gründung der Abteilung
Nachdem der USV Jena seine dritte Frauenmannschaft nach der Saison 2016/17 vom Spielbetrieb abgemeldet hatte, bemühte sich Carl Zeiss Jena um die Aufnahme im Verein. Die Mannschaft fungierte nun als Carl Zeiss Jena I und spielte in der viertklassigen Thüringenliga. Die dritte Saison dort beendete man auf dem ersten Platz.

### Übernahme der Spiellizenz vom USV Jena
Am 26. Mai 2020 gab der Verein bekannt, zum 1. Juli das Spielrecht für alle Mannschaften an den FC Carl Zeiss Jena abzugeben. Aufgrund der COVID-19-Pandemie wurde die 2. Bundesliga in zwei Staffeln aufgeteilt. Jena spielte in der Nordstaffel und belegte bis zum 11. Spieltag den 2. Platz.

## Persönlichkeiten

### Bekannte ehemalige Spielerinnen
- Genoveva Añonma (äquatorialguineische Nationalspielerin)
- Sylvia Arnold (U-20-Weltmeisterin 2010)
- Adjoa Bayor (ghanaische Nationalspielerin)
- Anna Blässe (vielfache deutsche Nationalspielerin, Meisterin, Pokalsiegerin, 2-fache Champions-League-Siegerin, U-19-Weltmeisterin)
- Jana Burmeister (U-19-Europameisterin 2007)
- Tiffany Cameron (kanadische Nationalspielerin)
- Carolina Carioca (äquatorialguineische Nationalspielerin)
- Jackie Cruz (puerto-ricanische Fußballnationalspielerin)
- Amber Hearn (neuseeländische Fußballnationalspielerin)
- Melanie Groll (deutsche adh-Nationalspielerin)
- Kathrin Längert (deutsche Nationalspielerin)
- Iva Landeka (kroatische Nationalspielerin)
- Laura Luis (portugiesische Nationalspielerin)
- Erin McLeod (kanadische Nationalspielerin, WM-Teilnehmerin 2012 und 2015, Olympiateilnehmerin 2008 und 2012)
- Doreen Meier (DDR-Nationalspielerin und spätere Trainerin in der Bundesliga)
- Crystelle-Ida Ngnipoho-Pokam (kamerunische Nationalspielerin)
- Kathleen Radtke (deutsche adh-Nationalspielerin)
- Griseldis Meißner (deutsche adh-Nationalspielerin)
- Stenia Michel (Schweizer Nationalspielerin)
- Ria Percival (neuseeländische Nationalspielerin)
- Aimee Phillips (neuseeländische Nationalspielerin)
- Mirte Roelvink (niederländische Nationalspielerin)
- Amelia Pietrangelo (kanadische Nationalspielerin)
- Steffi Scheitler (Rekordspielerin des FF USV Jena)[30]
- Fata Salkunič (slowenische Nationalspielerin)
- Dolores Silva (portugiesische Nationalspielerin)
- Tessa Rinkes (U-19-Weltmeisterin 2004)
- Susann Utes
- Heidi Vater (DDR-Nationalspielerin)
- Petra Weschenfelder (DDR-Nationalspielerin)
- Nike Winter (österreichische Nationalspielerin)
- Shannon Woeller (kanadische Nationalspielerin)

### Bekannte ehemalige Trainer
- Heidi Vater
- Martina Voss-Tecklenburg
- Hugo Weschenfelder
- Thorsten Zaunmüller
- Daniel Kraus
- Christopher Heck

## Erfolge

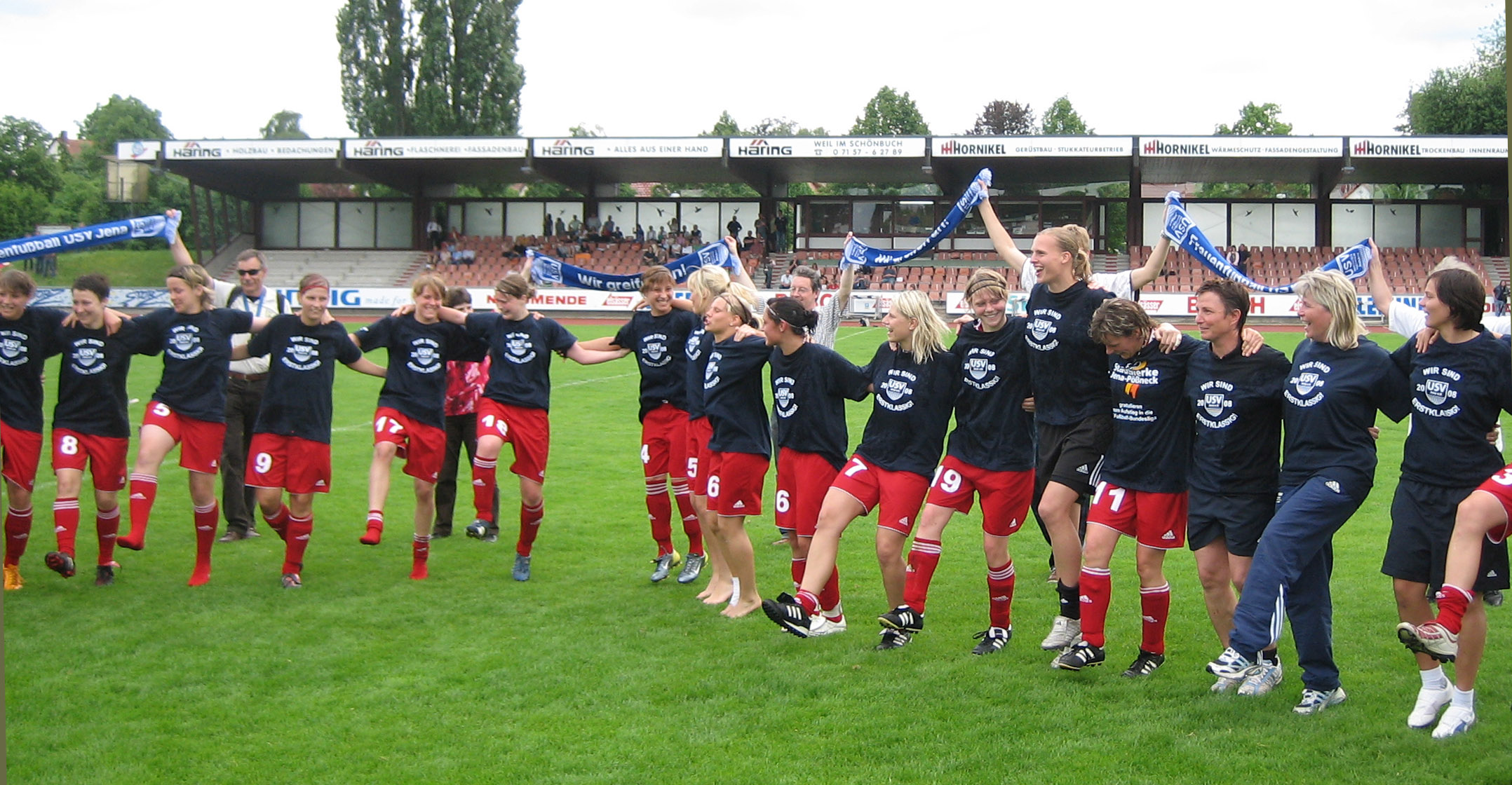
Jubel über den Bundesligaaufstieg 2008

- Aufstieg in die Bundesliga: 1991, 2008, 2019
- NOFV-Meister: 1991
- Meister 2. Bundesliga Süd: 2008
- Meister Regionalliga Nordost: 2003, 2008 (zweite Mannschaft)
- Deutscher Pokalfinalist 2010

## Weitere Mannschaften

### Die zweite Mannschaft
Die zweite Mannschaft (bis 2005: FF USV Jena Amateure, bis 2014 FF USV Jena II, seitdem FF USV Jena U21) ist ebenfalls eine Profimannschaft und spielte von 2011 bis 2014 in der zweitklassigen 2. Bundesliga Nord.
Am Ende der Saison 2010/2011 in der Regionalliga Nordost konnte man den direkten Aufstieg in die 2. Bundesliga Nord feiern und schloss in der ersten Saison auf dem 9. Platz ab. Nach der dritten Spielzeit stieg man am Ende der Saison 2013/2014 in die Fußball-Regionalliga Nordost ab. Nach 3 Jahren in der Regionalliga konnte man in der Saison 2016/2017 die Rückkehr in die 2. Fußball-Bundesliga Nord feiern.

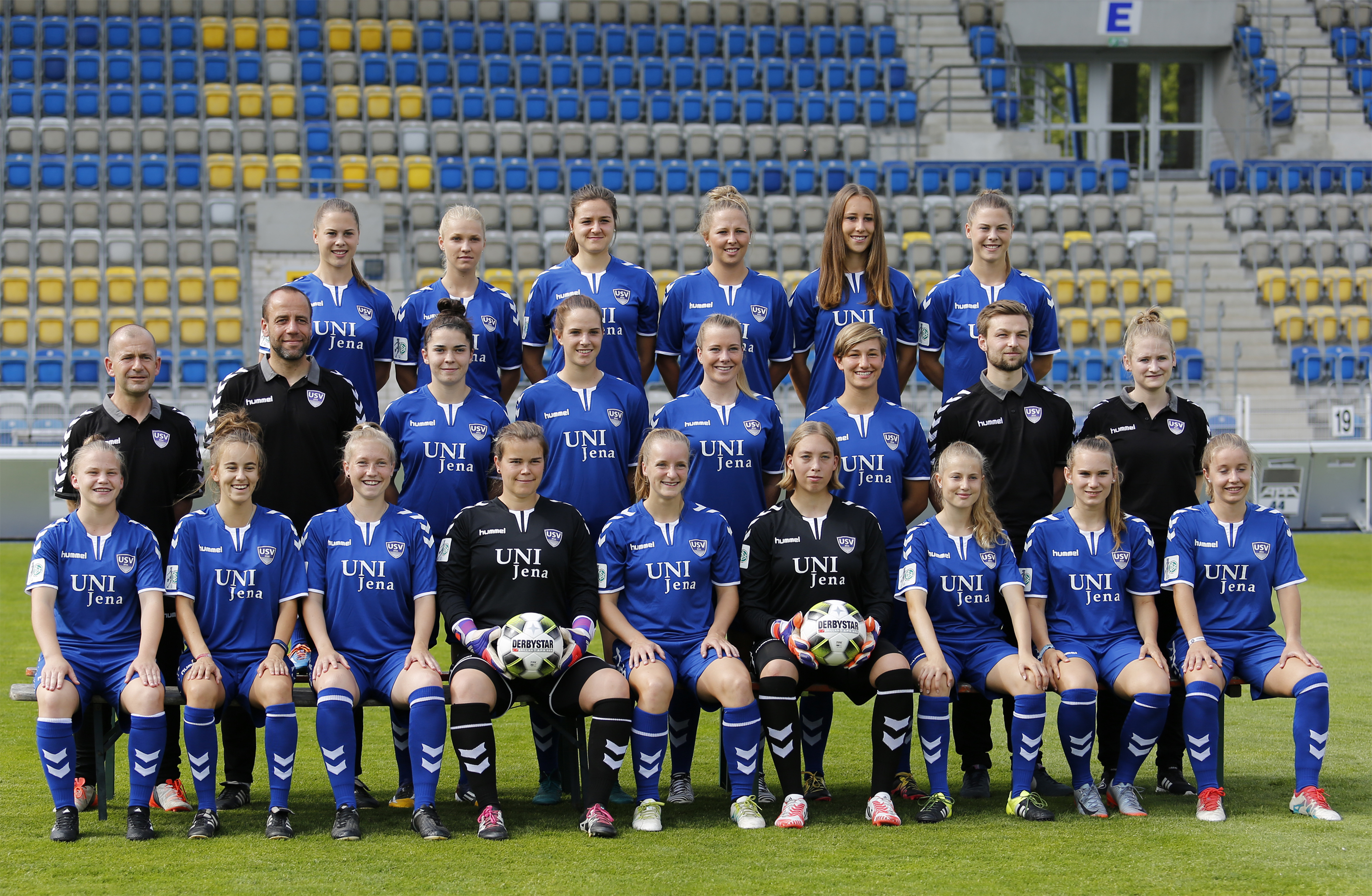
2. Frauenbundesliga Nord, FF USV Jena U 21

### Juniorinnen
Die B-Juniorinnen des FF USV Jena nahmen in der Saison 2010/2011 erstmals am Spielbetrieb der Jungen teil. Sie traten in der Landesliga gegen um ein oder zwei Jahre jüngere C-Junioren an. Nunmehr spielen sie als U17 des FF USV Jena mittlerweile die dritte Saison in der B-Juniorinnen Bundesliga Nord/Nordost und werden von Anne Pochert trainiert. Dort belegten sie zum Ende der Saison 2015/2016 den zweiten Platz.

## Statistik
Grün unterlegte Spielzeiten markieren einen Aufstieg, rot unterlegte Spielzeiten einen Abstieg.

### Als USV Jena
| Saison  | Liga                 | Platz | S             | U             | N             | Tore  | Punkte | DFB-Pokal          |
| ------- | -------------------- | ----- | ------------- | ------------- | ------------- | ----- | ------ | ------------------ |
| 1990/91 | Oberliga Nordost     | 01.   | nicht bekannt | nicht bekannt | nicht bekannt | 49:05 | 31:05  | n. b.              |
| 1991/92 | Bundesliga Nord      | 11.   | 02            | 01            | 17            | 14:71 | 05:35  | 1. Runde           |
| 1992/93 | Oberliga Nordost     | 03.   | 12            | 06            | 04            | 51:12 | 30:14  | 2. Runde           |
| 1993/94 | Oberliga Nordost     | 06.   | 08            | 04            | 10            | 35:41 | 20:24  | 2. Runde           |
| 1994/95 | Regionalliga Nordost | 04.   | 12            | 05            | 05            | 60:28 | 29:15  | nicht qualifiziert |
| 1995/96 | Regionalliga Nordost | 06.   | 09            | 04            | 07            | 37:27 | 22     | nicht qualifiziert |
| 1996/97 | Regionalliga Nordost | 02.   | 16            | 02            | 04            | 70:19 | 50     | 1. Runde           |
| 1997/98 | Regionalliga Nordost | 04.   | 12            | 02            | 06            | 49:28 | 38     | 2. Runde           |
| 1998/99 | Regionalliga Nordost | 04.   | 07            | 03            | 08            | 41:29 | 24     | nicht qualifiziert |
| 1999/00 | Regionalliga Nordost | 04.   | 13            | 05            | 04            | 77:22 | 44     | 1. Runde           |
| 2000/01 | Regionalliga Nordost | 02.   | 15            | 06            | 01            | 73:13 | 51     | 1. Runde           |
| 2001/02 | Regionalliga Nordost | 02.   | 16            | 03            | 03            | 59:18 | 51     | 1. Runde           |
| 2002/03 | Regionalliga Nordost | 01.   | 18            | 02            | 0             | 74:12 | 56     | 1. Runde           |
| 2003/04 | Regionalliga Nordost | 02.   | 17            | 03            | 02            | 76:21 | 54     | Achtelfinale       |

### Als FF USV Jena
| Saison  | Liga              | Platz | S  | U  | N  | Tore  | Punkte | DFB-Pokal     |
| ------- | ----------------- | ----- | -- | -- | -- | ----- | ------ | ------------- |
| 2004/05 | 2. Bundesliga Süd | 03.   | 10 | 06 | 04 | 48:25 | 36     | 1. Runde      |
| 2005/06 | 2. Bundesliga Süd | 03.   | 15 | 03 | 04 | 72:37 | 48     | 1. Runde      |
| 2006/07 | 2. Bundesliga Süd | 02.   | 16 | 02 | 04 | 63:28 | 50     | Achtelfinale  |
| 2007/08 | 2. Bundesliga Süd | 01.   | 19 | 02 | 01 | 83:12 | 59     | 2. Runde      |
| 2008/09 | Bundesliga        | 09.   | 07 | 02 | 13 | 32:56 | 23     | 2. Runde      |
| 2009/10 | Bundesliga        | 08.   | 06 | 03 | 13 | 31:57 | 21     | Finale        |
| 2010/11 | Bundesliga        | 10.   | 05 | 04 | 13 | 24:57 | 19     | Achtelfinale  |
| 2011/12 | Bundesliga        | 10.   | 05 | 03 | 14 | 16:46 | 18     | Achtelfinale  |
| 2012/13 | Bundesliga        | 10.   | 06 | 04 | 12 | 24:47 | 22     | Viertelfinale |
| 2013/14 | Bundesliga        | 05.   | 08 | 07 | 07 | 36:32 | 31     | Viertelfinale |
| 2014/15 | Bundesliga        | 08.   | 04 | 08 | 10 | 25:40 | 20     | Achtelfinale  |
| 2015/16 | Bundesliga        | 06.   | 09 | 04 | 09 | 30:45 | 31     | Viertelfinale |
| 2016/17 | Bundesliga        | 09.   | 05 | 02 | 15 | 19:34 | 17     | Achtelfinale  |
| 2017/18 | Bundesliga        | 12.   | 02 | 04 | 16 | 12:56 | 10     | Achtelfinale  |
| 2018/19 | 2. Bundesliga     | 04.   | 14 | 04 | 08 | 45:34 | 46     | 2. Runde      |
| 2019/20 | Bundesliga        | 12    | 0  | 4  | 18 | 15:77 | 4      | Achtelfinale  |